# NGC 6399
NGC 6399 este o galaxie situată în constelația Dragonul. A fost descoperită în 7 iulie 1885 de către Lewis A. Swift.